# Straatgrafiek

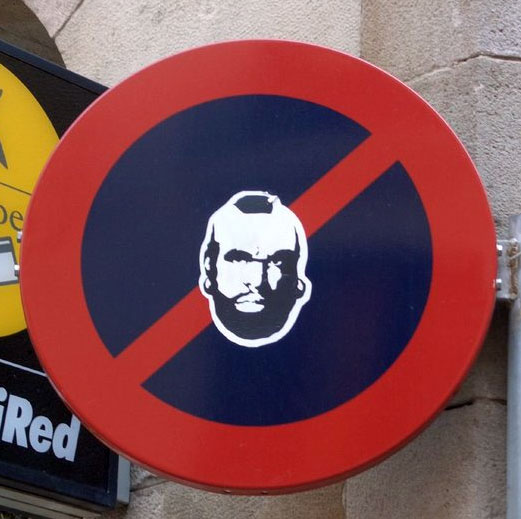
Sticker op een verkeersbord

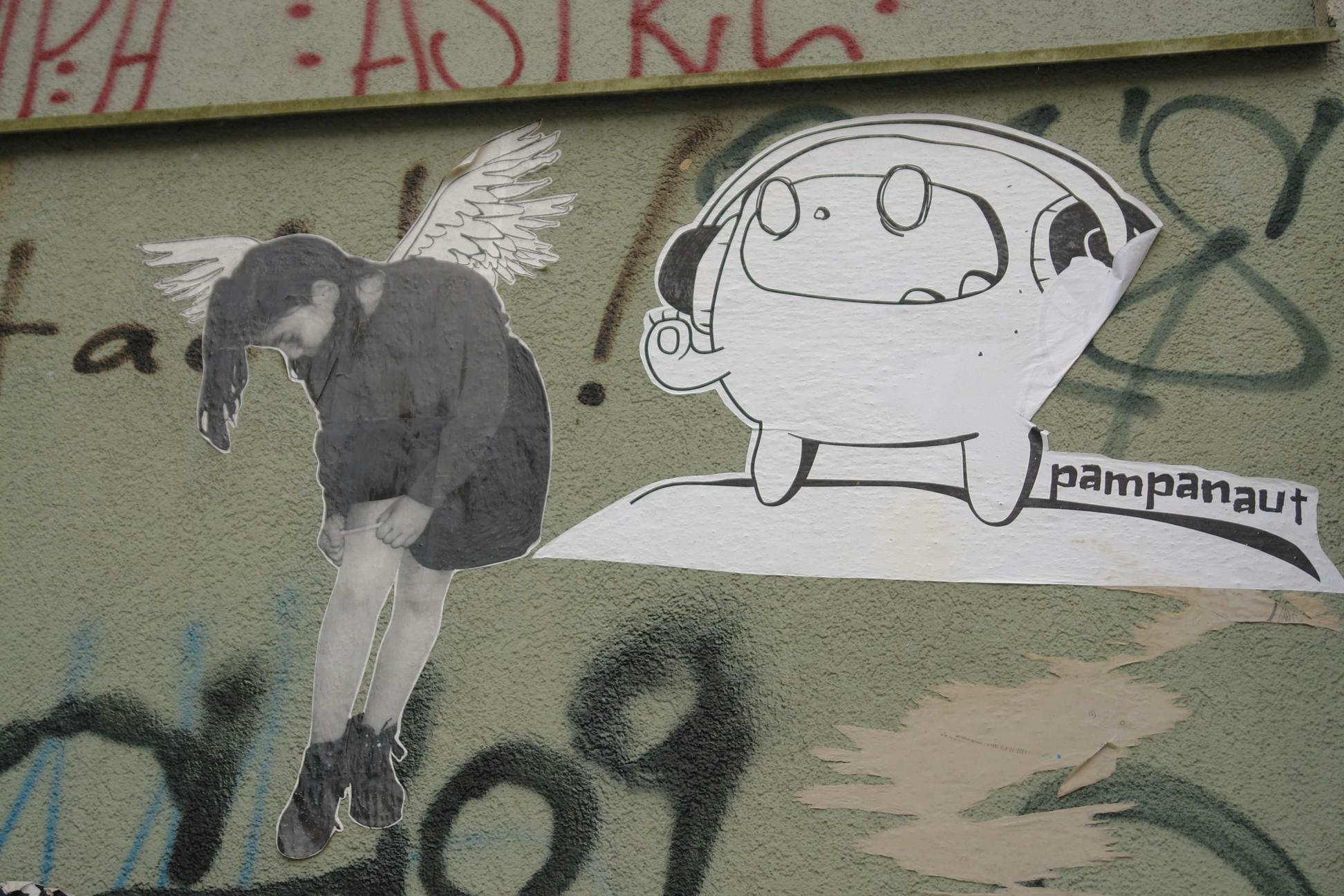
Plaksels op een muur in Dresden

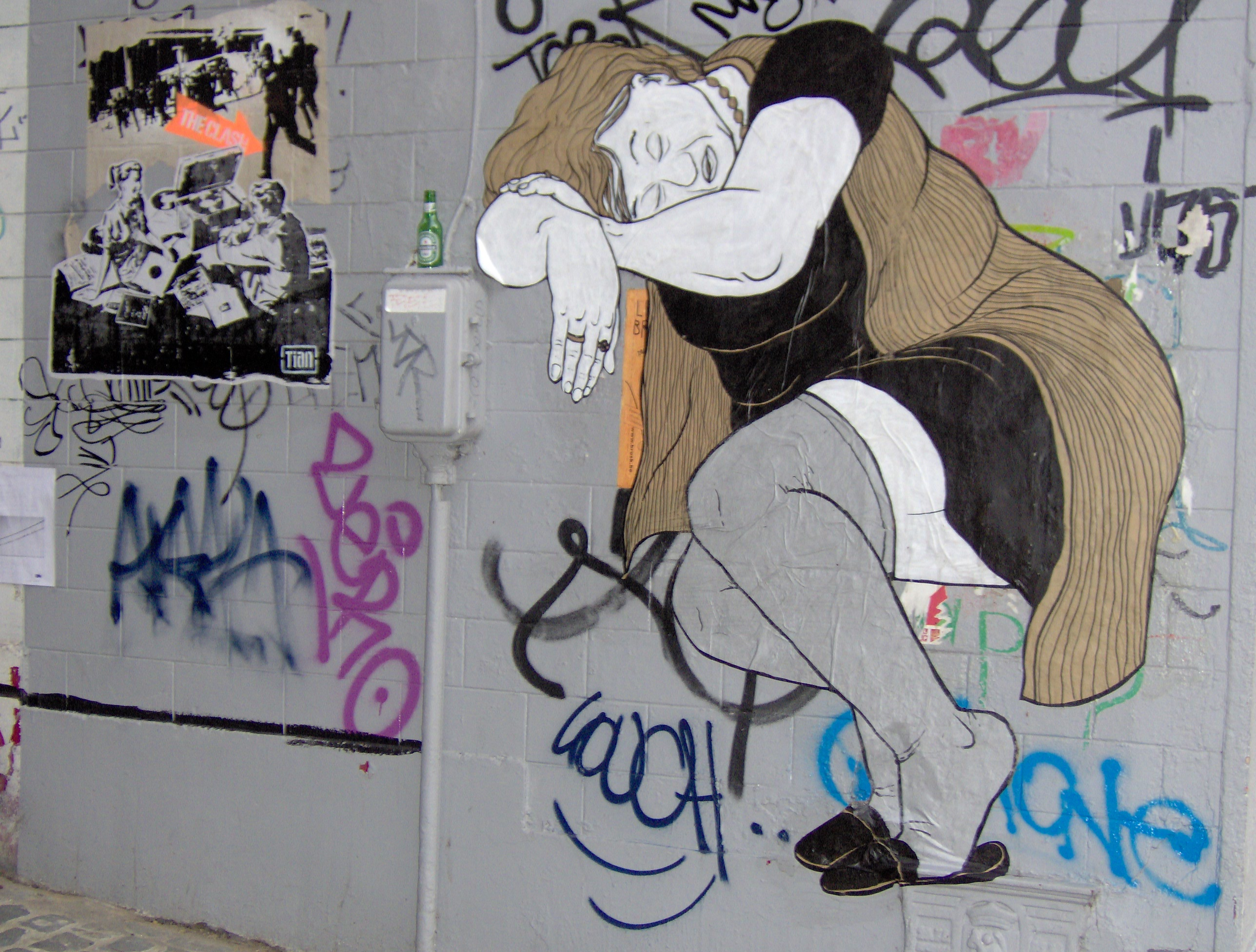
Straatgrafiek en graffiti in Brussel

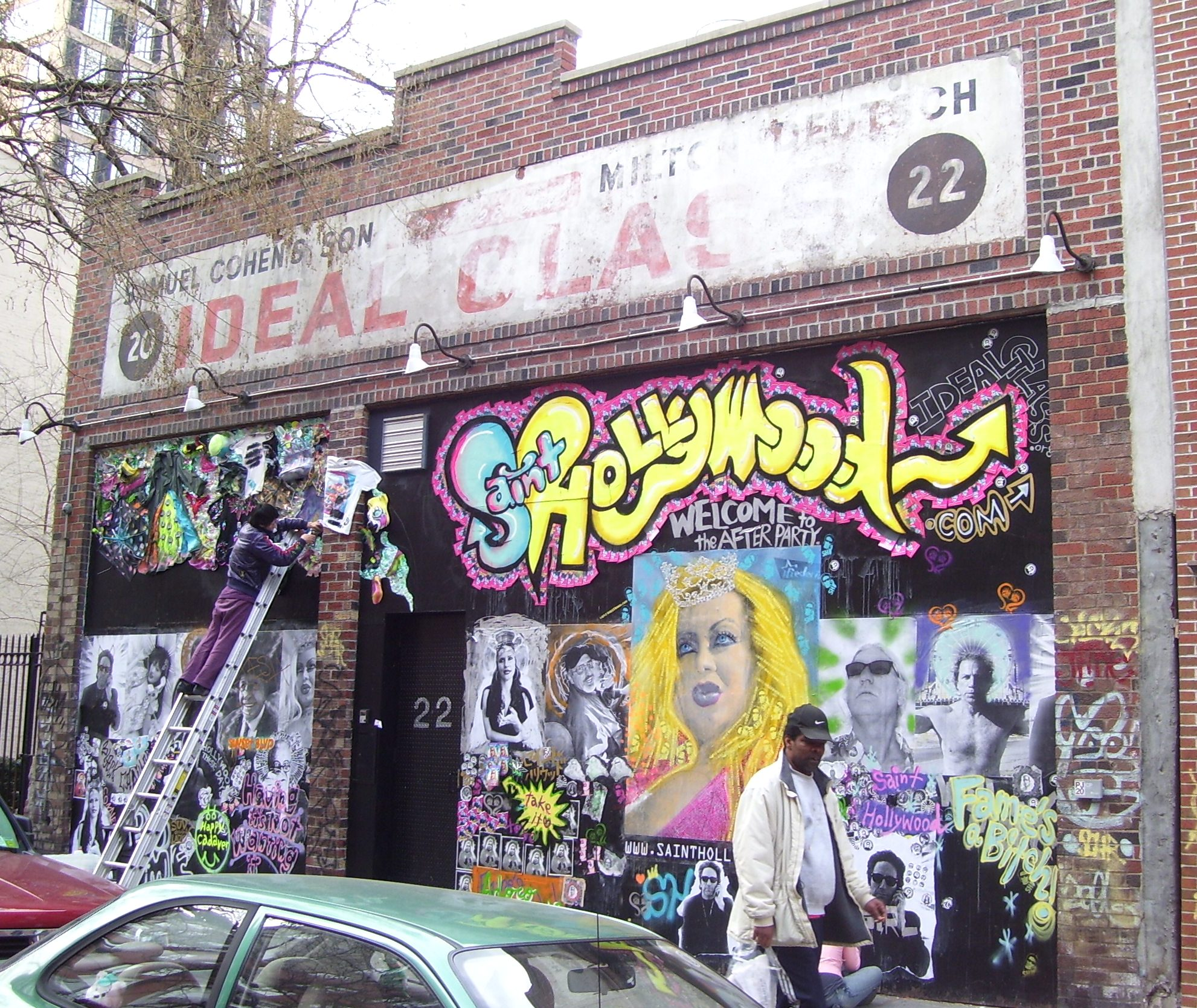
Straatgrafiek in New York

Straatgrafiek is de overkoepelende term voor tweedimensionale grafische uitingen in de openbare ruimte (inclusief publieke gebouwen, straatmeubilair en openbaar vervoer). Soms gebruikt men ook wel de term 'straatkunst' of het Engelse begrip street art, maar deze begrippen stellen het visuele en grafische karakter minder centraal, waardoor ook driedimensionaal of temporeel begrensde kunstuitingen in de vorm van installaties, beelden, muziekoptredens, performances, happenings of straattheater hier onder zouden kunnen vallen.

## Verschijningsvormen
Straatgrafiek kan variëren van stickers, posters, stencils en gespoten (tekst)boodschappen tot in de straat geplaatste objecten – of een combinatie hiervan.
Het omvat de volgende verschijningsvormen:
- het wildplakken van posters, stencils en stickers,
- het plaatsen van meer of minder geabstraheerde handtekeningen met behulp van spuitbussen of stiften in de vorm van 'tags', 'labels' of 'pieces' (graffiti),
- het aanbrengen van tekeningen, schilderingen, sjabloondrukken of stempels, eventueel op een zelf aangebrachte ondergrond,
- het lijmen van tegelmozaïeken (bijvoorbeeld in de vorm van karakters uit het computerspel Space Invaders),
- het vertonen van zelfgeproduceerde videokunst of films met beamers en filmprojectoren op bebouwing,
- het bewerken van reclame-uitingen (zogenaamde ad-busting),
- het met scherp materiaal bekrassen van objecten zoals bomen, meubilair of beglazing (scratchitti).

## Kunstuiting versus vandalisme
Makers van straatgrafiek beschouwen hun werk over het algemeen als kunstuiting met de straat als 'doek' en de openbare ruimte als tentoonstellingsruimte, terwijl anderen het kunnen bezien als vandalisme of vervuiling van het straatbeeld. Veel straatgrafici zien hun werk juist als het terugveroveren van de door de commercie toegeëigende publieke ruimte, waarin het onmogelijk is om opgedrongen reclame-uitingen te vermijden.
Wettelijk gezien zijn beschilderen, beplakken of bespuiten van publieke objecten meestal niet toegestaan. Mede daarom werken de meeste straatgrafici anoniem of onder een schuilnaam. Tegelijkertijd echter is straatgrafiek steeds vaker te zien in galerieën, musea, kunstfestivals of kunstboeken. Daarmee verwerft straatgrafiek haar eigen positie binnen de kunstwereld.

## Illegaal
Wanneer er geen toestemming of vergunning voor is afgegeven of op eigen terrein gebeurt, is straatkunst in de openbare ruimte veelal illegaal aangebracht/geplaatst. De makers eigenen zich, vanuit het idee dat de openbare ruimte aan iedereen toebehoort, diezelfde openbare ruimte toe om hun werk en visie voor het voetlicht van de voorbijgangers te brengen. Als kunstvorm is het verwant aan de punkbeweging en de graffiticultuur, en speelt het zich voornamelijk af als subgenre.
Doordat het wettelijk strafbaar is, kan er op worden gehandhaafd.

## Marketing
Bij het populairder worden van het genre zijn commerciële bedrijven in hun marketingstrategie ook gebruik gaan maken van straatgrafiek door wildplakken, stickeren of sjabloneren in te zetten bij de promotie van cd's, computerspellen, films of concerten.
Promotie van artikelen of bewegwijzering naar een event of winkel wordt soms gedaan door teksten of pijlen op trottoirs te plaatsen met sjablonen en chlooroplossing/schoonmaakmiddel, hoewel ook dit vaak illegaal is.